# Centro de Biodiversidad de Euskadi
El Centro de Biodiversidad de Euskadi es una iniciativa del Departamento de Medio Ambiente y Política Territorial del Gobierno Vasco, que es gestionado por la Sociedad Pública de Gestión Ambiental, Ihobe.

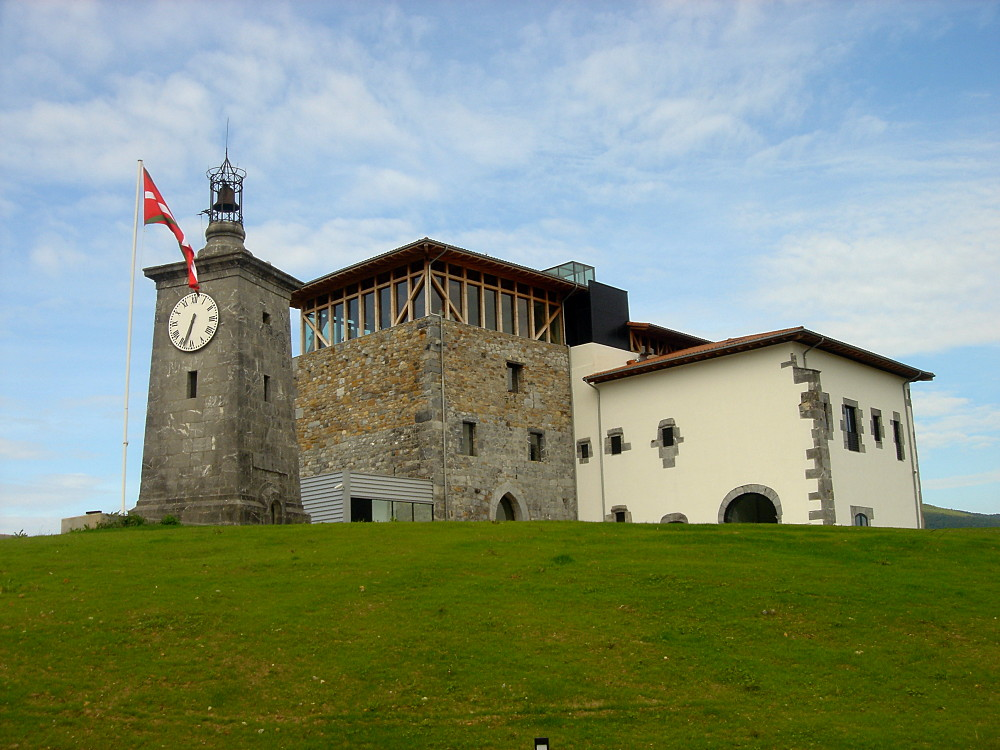
Centro de Biodiversidad de Euskadi.

Se inauguró en junio de 2008 con el objetivo fundamental de fomentar la difusión de la naturaleza y la biodiversidad en la Comunidad Autónoma del País Vasco, así como por la necesidad de poner en valor la biodiversidad; o lo que es lo mismo, dar a conocer los beneficios que proporciona al ser humano la biodiversidad y lo que perdemos con la extinción de especies. El Centro de Biodiversidad de Euskadi - Madariaga Dorretxea cuenta con un área expositiva permanente, y un espacio para exposiciones temporales. La finalidad de esta área es informar a los visitantes sobre el concepto de diversidad biológica, promoviendo de forma interactiva y dinámica su acercamiento a las personas, su conocimiento y el respeto a la naturaleza en su variedad funcional y estética.
Además en sus instalaciones existe una zona destinada a la realización de congresos, talleres de educación y formación, así como un observatorio de la marisma.

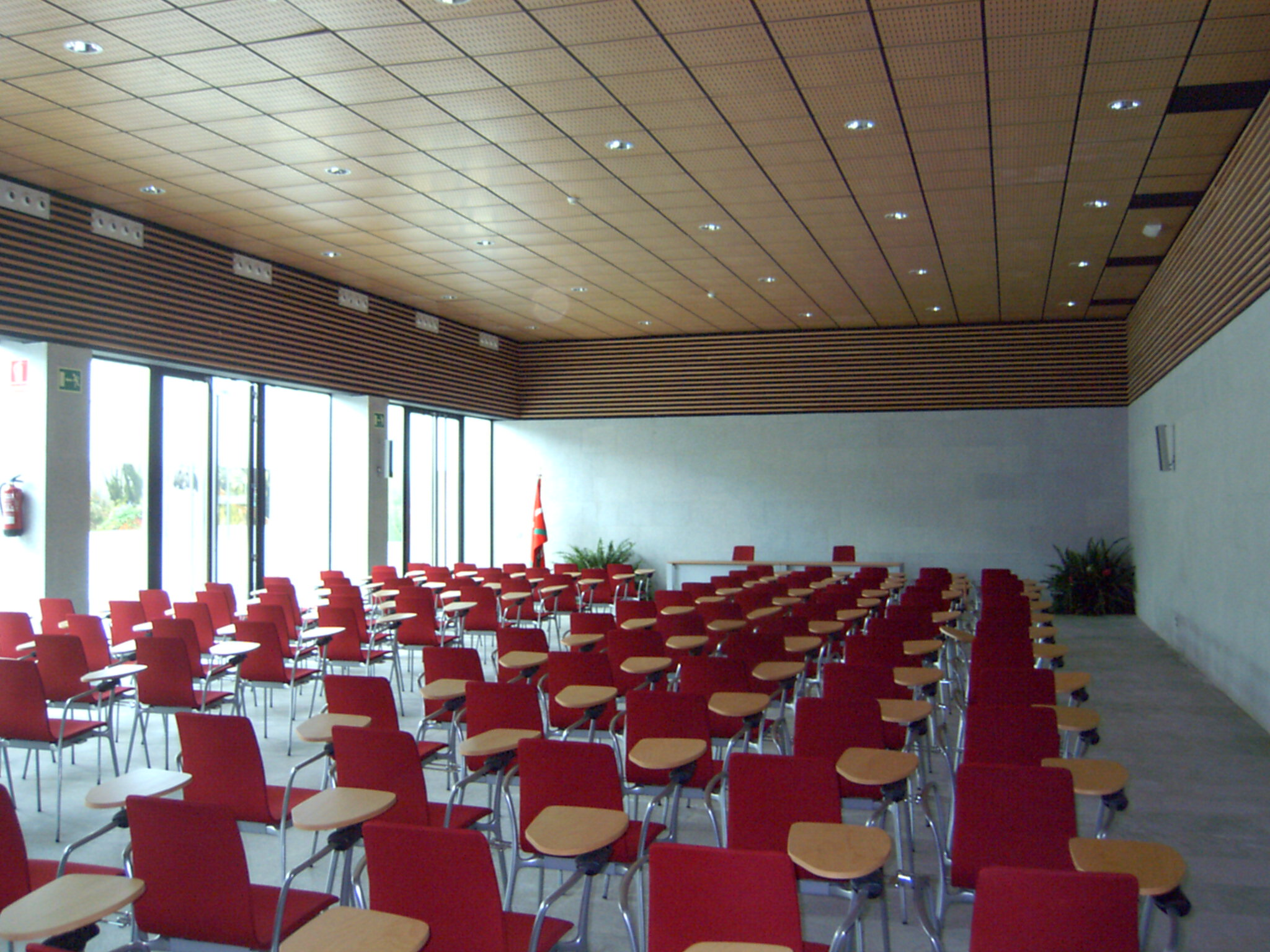
Auditorium y Sala de Congresos
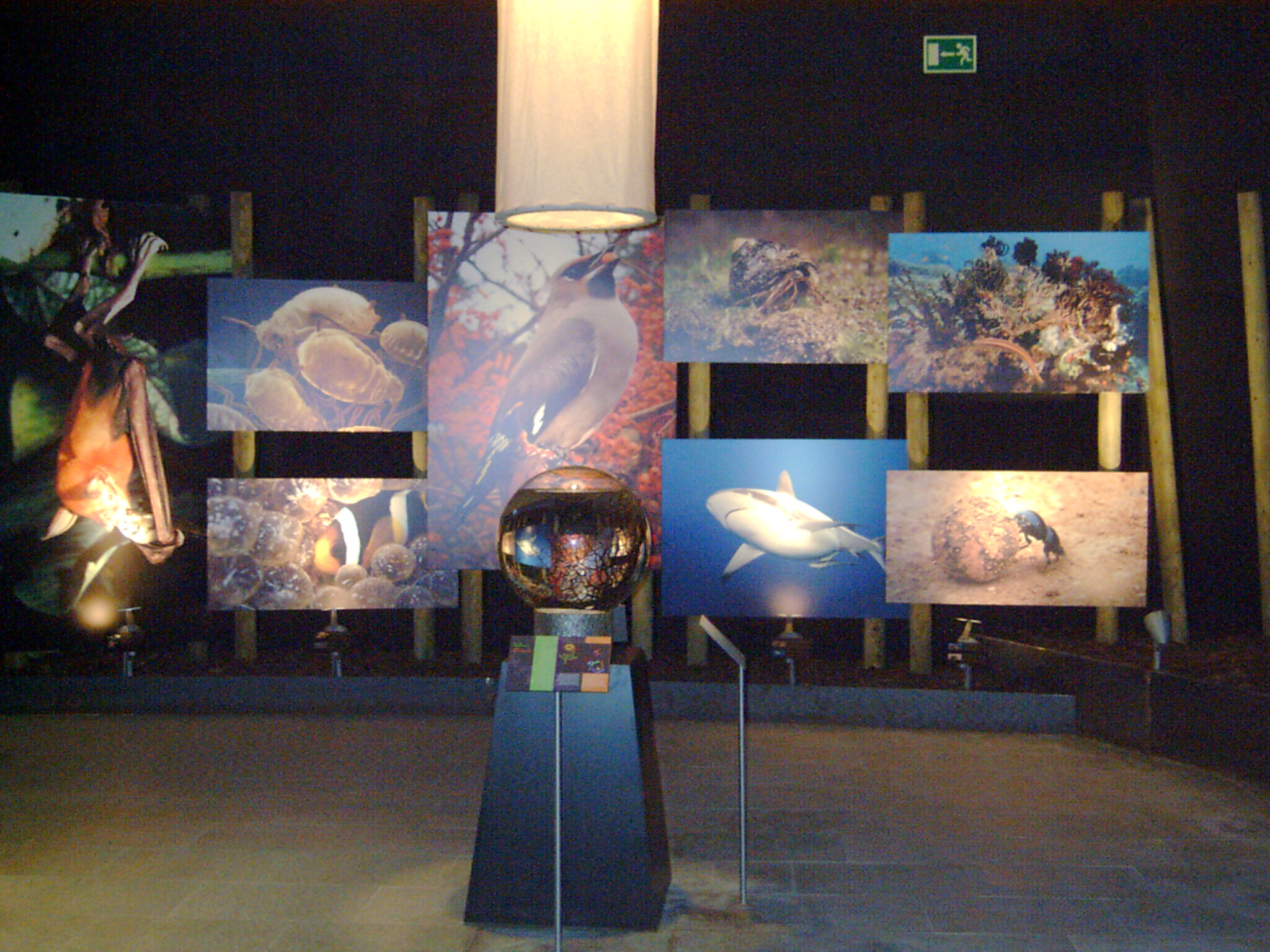
Sala de interpretación de Ecosistemas
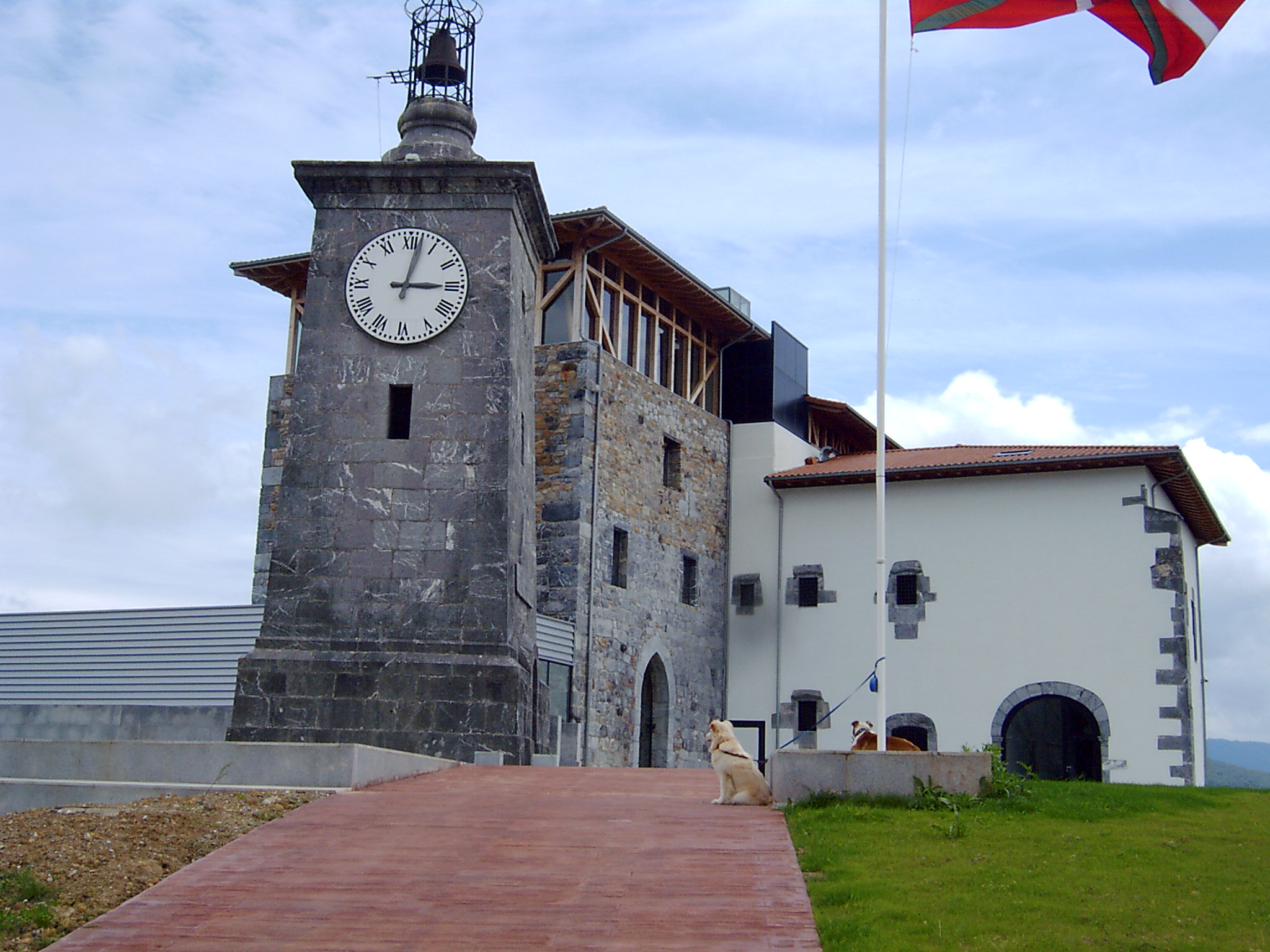
Zona de exposiciones temporales
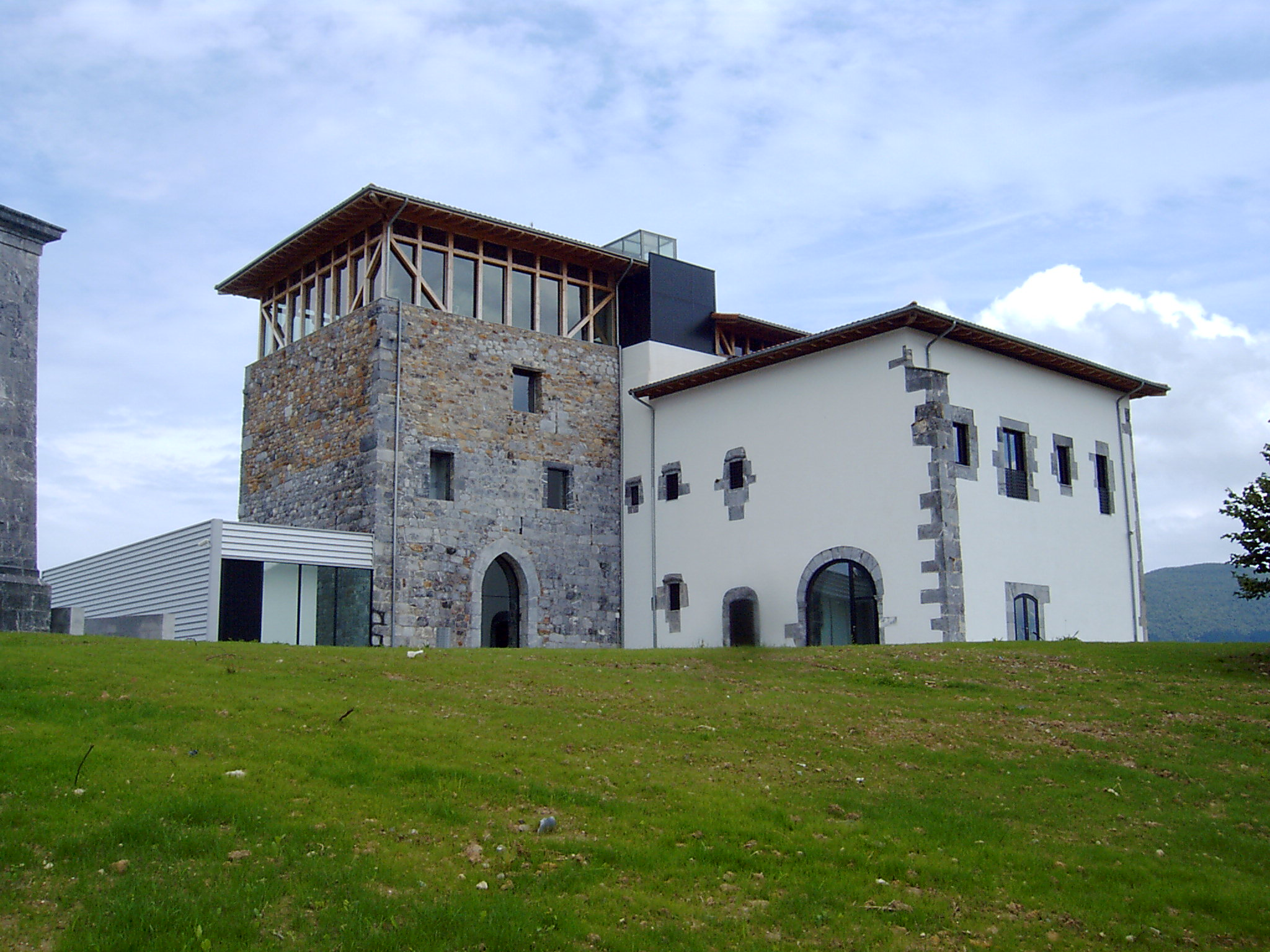
Torre Madariaga, exteriores
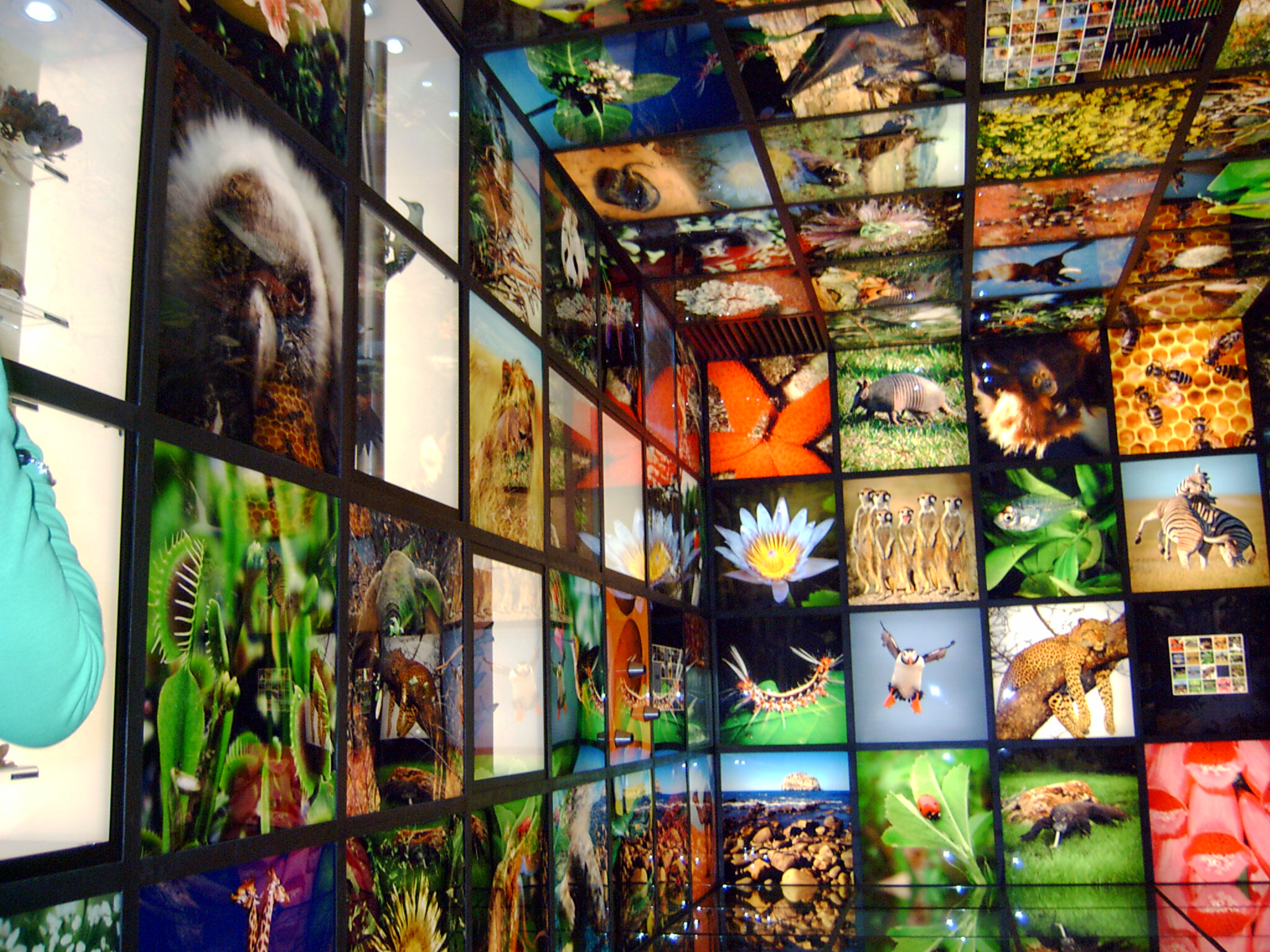
La caja de la biodiversidad

El Centro de Biodiversidad de Euskadi cuenta también con un programa de actividades participativas que trata de acercar el conocimiento de nuestra biodiversidad y de la importancia de su conservación al público general. Todas las actividades programadas tratan de:
- fomentar el conocimiento sobre biodiversidad.
- conseguir la valoración del patrimonio natural como un bien social.
- fomentar la toma de conciencia social: somos parte de la naturaleza.
- reflejar el gran patrimonio natural del País Vasco.
- mostrar el papel de la Reserva de la Biosfera de Urdaibai como lugar privilegiado por la gran variedad de ecosistemas.

## Localización e historia del emplazamiento
Está ubicado en Busturia (Vizcaya, España) en el núcleo de la Reserva de la Biosfera de Urdabai. Esta una de las zonas del País Vasco con mayor cantidad de ecosistemas; lo que significa que existe también mayor biodiversidad.
El territorio de Urdaibai fue declarado Reserva de la Biosfera por la UNESCO en 1984 y el Parlamento Vasco aprobó, cinco años más tarde, la Ley 5/1989 de Protección y Ordenación de dicho espacio, con el objeto de proteger y potenciar la recuperación del conjunto de sus ecosistemas, en razón de su interés natural, científico y la educación ambiental. Se pretende así, establecer un modelo de desarrollo territorial que permita conservar los valores naturales y culturales de forma compatible con el desarrollo económico y social.